# Thomas Alsgaard
Thomas Alsgaard, né le 10 janvier 1972 à Lørenskog, est un fondeur norvégien. Champion olympique à cinq reprises, il remporte également une médaille d'argent. Il remporte six titres mondiaux et obtient trois autres médailles, deux d'argent et une de bronze. Il remporte l'édition 1998 de la Coupe du monde. Il a pour principal concurrent et rival son compatriote Bjørn Dæhlie.
Après sa carrière de fondeur, il connait une carrière de pilote de rallye et occupe des fonctions d'entraîneur en ski de fond et dans la discipline du biathlon.

## Biographie

### Carrière sportive
Il est licencié au club de ski d'Eidsvold.
En 1991, il ramène trois médailles d'or aux Championnats du monde junior à Reit im Winkl (10 km, 30 km et relais).
Sa première saison au niveau sénior a lieu en 1992-1993, lorsqu'il démarre dans la Coupe du monde, arrivant quatrième pour sa deuxième course, sur le quinze kilomètres de Bohinj. Il se qualifie pour ses premiers jeux olympiques en 1994 à Lillehammer, où il remporte de manière surprise le trente kilomètres libre le leader du fond mondial Bjørn Dæhlie avec 47 secondes de marge (le style libre est le point fort de Dæhlie). Sur le relais, il court en troisième dans son équipe avant que Dæhlie lutte avec l'Italien Silvio Fauner, qui refuse de prendre la tête avant de battre finalement au sprint le Norvégien dans une des plus grandes courses de l'histoire. Alsgaard et Dæhlie deviennent aussi de féroces rivaux, Alsgaard dévoilant qu'ils ont eu des arguments et qu'il essayait tout pour battre son compatriote sur la piste, s'entendant tout de même pour l'entraînement. Ils habitent en date de 1998 dans la même rue à 
Nannestad.
L'hiver suivant, il connaît la victoire sur quatre relais dont celui des Championnats du monde 1995 à Thunder Bay, où son meilleur résultat individuel est néanmoins huitième sur la poursuite.
En 1997, ses résultats sont à la baisse (17e du classement général), mais arrive en forme juste à temps pour les Championnats du monde à Trondheim, décrochant la médaille de bronze sur le trente kilomètres et conservant le titre sur le relais.
Sa meilleure saison intervient en 1997-1998, où après quatre deuxièmes places consécutives, il réalise le doublé à l'étape de Coupe du monde de Ramsau (quinze kilomètres libre et trente kilomètres classique). Un mois plus tard, aux Jeux olympiques de Nagano, il se classe cinquième du dix kilomètres classique, gagné par Dæhlie. Sur la poursuite dont l'ordre de départ est déterminé par cette course, il refait son retard sur Dæhlie, reste derrière avant de le battre sur le sprint final pour gagner son deuxième titre olympique. Il ajoute un troisième titre sur le relais, où la Norvège prend sa revanche sur l'Italie grâce au sprint victorieux d'Alsgaard devant Fauner. Après les jeux, il continue dans cette dynamique, remportant notamment le dix kilomètres libre à Falun. En fin de saison, il s'assure le gain du classement général de la Coupe du monde devant Dæhlie, encore lui.
Aux Championnats du monde 1999 à Seefeld, dernier relayeur norvégien, il est battu par le représentant autrichien Christian Hoffmann, qui court à domicile. Il se contente donc de la médaille d'argent, comme sur le trente kilomètres. Il devient tout de même pour la première fois champion du monde en individuel sur la poursuite.
En 2001, s'il repart des Championnats du monde à Lahti avec le titre habituel au relais, il n'obtient aucune récompense individuelle. Dans la Coupe du monde, il toujours présent parmi les premiers, y compris dans la discipline du sprint, où gagne à Brusson et Oslo.
Aux Jeux olympiques de 2002, il gagne : il finit d'abord deuxième sur la poursuite (10 km classique + 10 km libre), à égalité avec son compatriote Frode Estil, alors qu'il était seulement quinzième après la portion en style classique, avant que lui est décerné son troisième titre olympique individuel, après que Johann Mühlegg soit disqualifié pour dopage. Il est aussi encore médaillé d'or en relais, et finit avec un bilan de cinq titres olympiques. Il multiplie ensuite les podiums et victoires par la suite, gagnant sa treizième et ultime manche de sa carrière dans la Coupe du monde sur la Birkebeinerrennet (58 kilomètres), juste après celle sur le cinquante kilomètres de Holmenkollen. Il échoue cependant à seulement trois points du vainqueur de la Coupe du monde, le Suédois Per Elofsson.
Il prend part à son ultime saison dans l'élite du ski de fond en 2002-2003. Il est compétitif jusqu'au bout, puisqu'il remporte le titre mondial à Val di Fiemme sur le trente kilomètres et le relais (soit six au total dans les Championnats du monde).
S'il a quitté le plus haut niveau, il prend part à des courses de longue distance de la Worldloppet, terminant même deuxième de la Jizerská padesátka en 2010. Il est aussi cinquième de la Vasaloppet en 2008. Il continue sa carrière dans ce domaine jusqu'en 2015.

### Autres activités
Après sa carrière internationale, il devient entraîneur dans l'équipe norvégienne de biathlon, puis dans l'équipe suédoise de ski de fond avant de démissionner en 2007, souhaitant s'éloigner du sport.
Il est aussi plus tard l'entraîneur de Petter Northug à Trondheim.
Jusqu'en 2013, il a été commentateur/expert de ski de fond à la télévision norvégienne NRK.

### Vie personnelle
Il s'est marié durant l'hiver 2004-2005 avec la fondeuse Rønnaug Schei.

## Palmarès

### Jeux olympiques
Thomas Alsgaard participe à trois éditions des Jeux olympiques d'hiver, de 1994 à Lillehammer à 2002 à Salt Lake City. Il remporte cinq médailles d'or, le trente kilomètres en 1994, la poursuite 1998 à Nagano et en 2002, et deux avec le relais norvégien du quatre fois dix kilomètres, en 1998 et 2002. Il remporte également l'argent avec ce même relais en 1994.
| Épreuve / Édition   | Sprint                           | 10 km                            | 15 km                            | Poursuite                      | 30 km                          | 50 km | Relais                             |
| Épreuve / Édition   | classique                        | libre                            | classique                        | Poursuite                      | 30 km                          | 50 km | 4 × 10 km                          |
| 1994 Lillehammer    | Épreuve inexistante à cette date | 24e                              | Épreuve inexistante à cette date | —                              | Médaille d'or, Jeux olympiques | —     | Médaille d'argent, Jeux olympiques |
| 1998 Nagano         | Épreuve inexistante à cette date | 5e                               | Épreuve inexistante à cette date | Médaille d'or, Jeux olympiques | Abandon                        | 6e    | Médaille d'or, Jeux olympiques     |
| 2002 Salt Lake City | —                                | Épreuve inexistante à cette date | —                                | Médaille d'or, Jeux olympiques | 12e                            | —     | Médaille d'or, Jeux olympiques     |

Légende :
- : première place, médaille d'or
- : deuxième place, médaille d'argent
- : troisième place, médaille de bronze
- : pas d'épreuve
- — : Non disputée par Alsgaard

### Championnats du monde
Thomas Alsgaard participe à cinq éditions des Championnats du monde, entre les Mondiaux 1995 disputés à Thunder Bay et les Mondiaux 2003 également disputés à Val di Fiemme. Médaillé lors de chacune de ces éditions avec le relais norvégien sur le quatre fois dix kilomètres, quatre médailles d'or et une d'argent, il obtient également deux titres mondiaux en individuel, sur la poursuite en 1999 à Ramsau et sur le trente kilomètres en 2003, l'argent du trente kilomètres en 2003, et le bronze sur cette distance en 1997 à Trondheim.
| Épreuve / Édition           | Sprint                           | 10 km                            | 15 km                            | Poursuite            | 30 km                     | 50 km | Relais                   |
| Épreuve / Édition           | libre                            | classique                        | classique                        | Poursuite            | 30 km                     | 50 km | 4 × 10 km                |
| Mondiaux 1995 Thunder Bay   | Épreuve inexistante à cette date | 21e                              | Épreuve inexistante à cette date | 8e                   | —                         | 27e   | Médaille d'or, monde     |
| Mondiaux 1997 Trondheim     | Épreuve inexistante à cette date | 11e                              | Épreuve inexistante à cette date | 4e                   | Médaille de bronze, monde | 8e    | Médaille d'or, monde     |
| Mondiaux 1999 Ramsau        | Épreuve inexistante à cette date | 14e                              | Épreuve inexistante à cette date | Médaille d'or, monde | Médaille d'argent, monde  | —     | Médaille d'argent, monde |
| Mondiaux 2001 Lahti         | 12e                              | Épreuve inexistante à cette date | 16e                              | 5e                   | —                         | —     | Médaille d'or, monde     |
| Mondiaux 2003 Val di Fiemme | 41e                              | Épreuve inexistante à cette date | —                                | —                    | Médaille d'or, monde      | —     | Médaille d'or, monde     |

Légende :
- : première place, médaille d'or
- : deuxième place, médaille d'argent
- : troisième place, médaille de bronze
- : pas d'épreuve
- — : Non disputée par Alsgaard

### Coupe du monde
Thomas Alsgaard remporte à une reprise le classement général de la Coupe du monde, en 1998, saison où il remporte également les globes de cristal des courses de longue distance et du sprint. Il termine deuxième en 2001 et troisième en 2002.
Il obtient 29 podiums individuels en 98 départs, et obtient 13 victoires. Il totalise treize succès en relais.

#### Liste des victoires
En plus des victoires obtenues dans les Jeux olympiques et aux Championnats du monde qui comptent pour la Coupe du monde jusqu'en 1999, il gagne aussi les courses suivantes :
| Date             | Lieu                       | Pays     | Discipline                                                         |
| ---------------- | -------------------------- | -------- | ------------------------------------------------------------------ |
| 18 décembre 1994 | Sappada                    | Italie   | Relais L (avec Egil Kristiansen, Kristen Skjeldal et Bjørn Dæhlie) |
| 5 février 1995   | Falun                      | Suède    | Relais L (avec Sture Sivertsen, Terje Langli et Bjørn Dæhlie)      |
| 24 mars 1995     | Sapporo                    | Japon    | Relais (avec Vegard Ulvang, Bjørn Dæhlie et Kristen Skjeldal)      |
| 8 janvier 1998   | Ramsau am Dachstein        | Autriche | 15 km C                                                            |
| 10 janvier 1998  | Ramsau am Dachstein        | Autriche | 30 km L                                                            |
| 11 mars 1998     | Falun                      | Suède    | 10 km L                                                            |
| 11 décembre 1999 | Sappada                    | Italie   | 10 km L                                                            |
| 12 janvier 2000  | Nové Město na Moravě       | Tchéquie | 15 km C                                                            |
| 9 décembre 2000  | Santa Caterina di Valfurva | Italie   | Relais (avec Frode Estil, Kristen Skjeldal et Tor-Arne Hetland)    |
| 17 décembre 2000 | Brusson                    | Italie   | Sprint L                                                           |
| 10 février 2001  | Otepää                     | Estonie  | 10 km C                                                            |
| 7 mars 2001      | Oslo                       | Norvège  | Sprint C                                                           |
| 9 mars 2002      | Falun                      | Suède    | 20 km PU                                                           |
| 10 mars 2002     | Falun                      | Suède    | Relais (avec Frode Estil, Anders Aukland et Kristen Skjeldal)      |
| 16 mars 2002     | Oslo                       | Norvège  | 50 km L                                                            |
| 23 mars 2002     | Lillehammer                | Norvège  | 58 km C MS                                                         |
| 8 décembre 2002  | Davos                      | Suisse   | Relais (avec Anders Aukland, Tore Bjonviken et Tor-Arne Hetland)   |
| 19 janvier 2003  | Nové Město na Moravě       | Tchéquie | Relais (avec Anders Aukland, Frode Estil e Tore Ruud Hofstad)      |

Légende : MS = départ en masse, PU = poursuite, C = classique, L = libre

#### Différents classements en Coupe du monde
| Saison / Épreuve | Général | Général | Sprint | Sprint | Distance (moyenne) | Distance (moyenne) | Distance (longue) | Distance (longue) |
| ---------------- | ------- | ------- | ------ | ------ | ------------------ | ------------------ | ----------------- | ----------------- |
| Saison / Épreuve | Place   | Points  | Place  | Points | Place              | Points             | Place             | Points            |
| 1992-1993        | 20      | 130     |        |        |                    |                    |                   |                   |
| 1993-1994        | 7       | 326     |        |        |                    |                    |                   |                   |
| 1994-1995        | 6       | 429     |        |        |                    |                    |                   |                   |
| 1995-1996        | 8       | 352     |        |        |                    |                    |                   |                   |
| 1996-1997        | 17      | 194     | 24     | 52     |                    |                    | 28                | 32                |
| 1997-1998        | 1er     | 790     | 1      | 486    |                    |                    | 1                 | 351               |
| 1998-1999        | 13      | 266     | 27     | 86     |                    |                    | 18                | 80                |
| 1999-2000        | 5       | 461     |        |        | 4                  | 336                | 8                 | 125               |
| 2000-2001        | 3       | 474     | 6      | 200    |                    |                    |                   |                   |
| 2001-2002        | 2       | 777     | 21     | 89     |                    |                    |                   |                   |
| 2002-2003        | 46      | 94      | 43     | 21     |                    |                    |                   |                   |

### Championnats du monde junior
- 3 médailles d'or en 1991 : 10 kilomètres, 30 kilomètres et relais.
- 1 médaille d'argent en 1992 : 10 kilomètres.

### Championnats de Norvège
Il remporte un total de sept titres individuels aux Championnats de Norvège de ski de fond.

## Distinctions
Il a reçu la Médaille Holmenkollen en 2001.